# Henry (cràter lunar Apollo)
|  | No s'ha de confondre amb Henry (cràter), Henry Frères (cràter), o Henri (cràter). |

Henry és el nom oficiós d'un cràter d'impacte de la cara visible de la Lluna, localitzat a la vall Taurus-Littrow, al peu de Sculptured Hills. Els astronautes Eugene Cernan i Harrison Schmitt van allunar al sud-oest d'aquest cràter el 1972, en el transcurs de la missió Apollo 17.

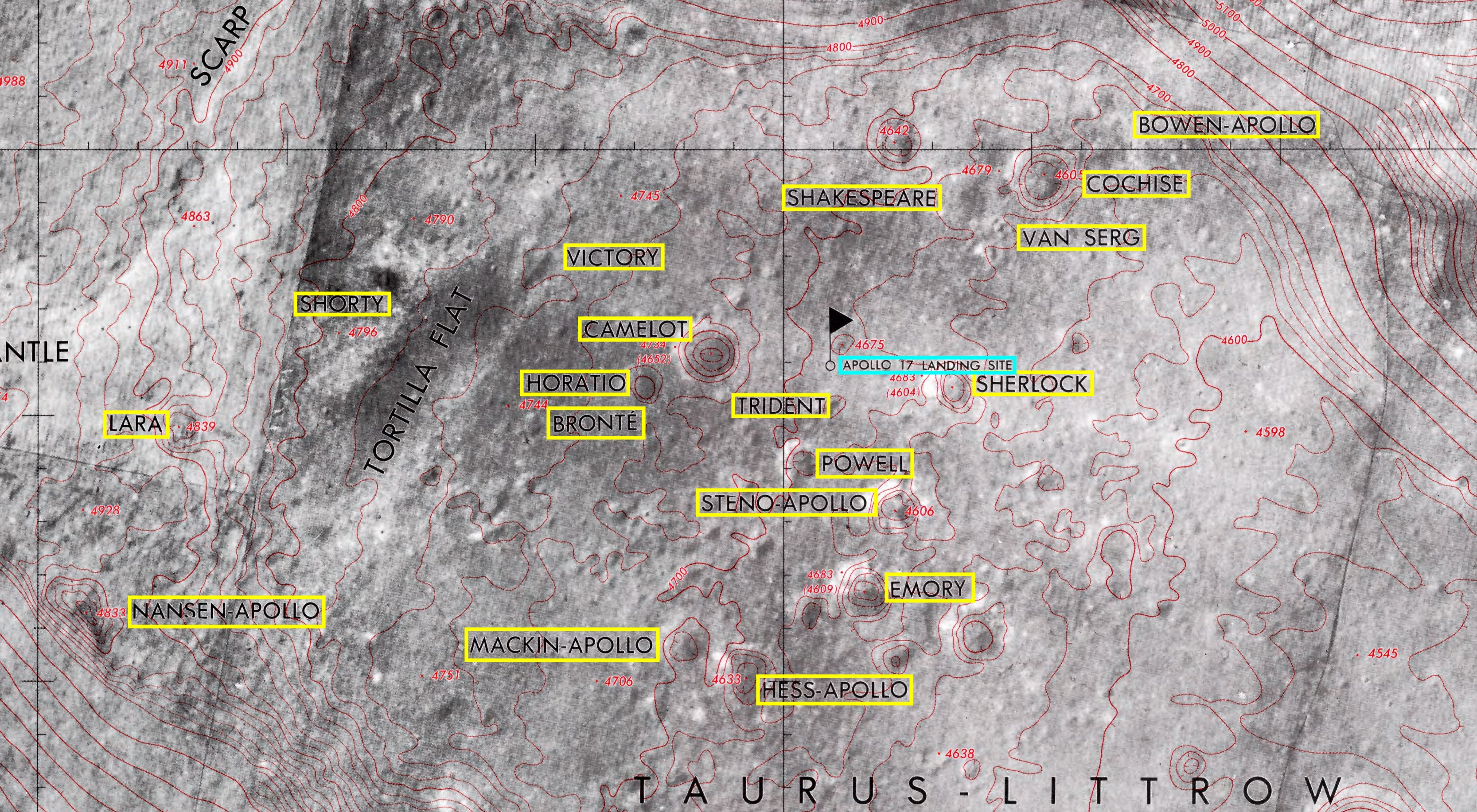
Localització del lloc d'allunatge de l'Apollo 17

Henry es troba al nord-oest dels cràters Shakespeare i Van Serg, i a l'oest de Cochise. L'Estació Geològica 6 de la missió Apollo 17 es localitza al nord del cràter.

## Denominació
El nom del cràter és informal i no ha estat reconegut per la Unió Astronòmica Internacional (UAI), malgrat que gairebé totes les altres denominacions dins de la vall Taurus-Littrow utilitzades pels astronautes sí que ho han estat. Possiblement això s'hagi degut a que la UAI ja havia reconegut un cràter amb el nom d'Henry.
El cràter va ser batejat Henry pels astronautes commemorant el príncep portuguès Enric el Navegant.

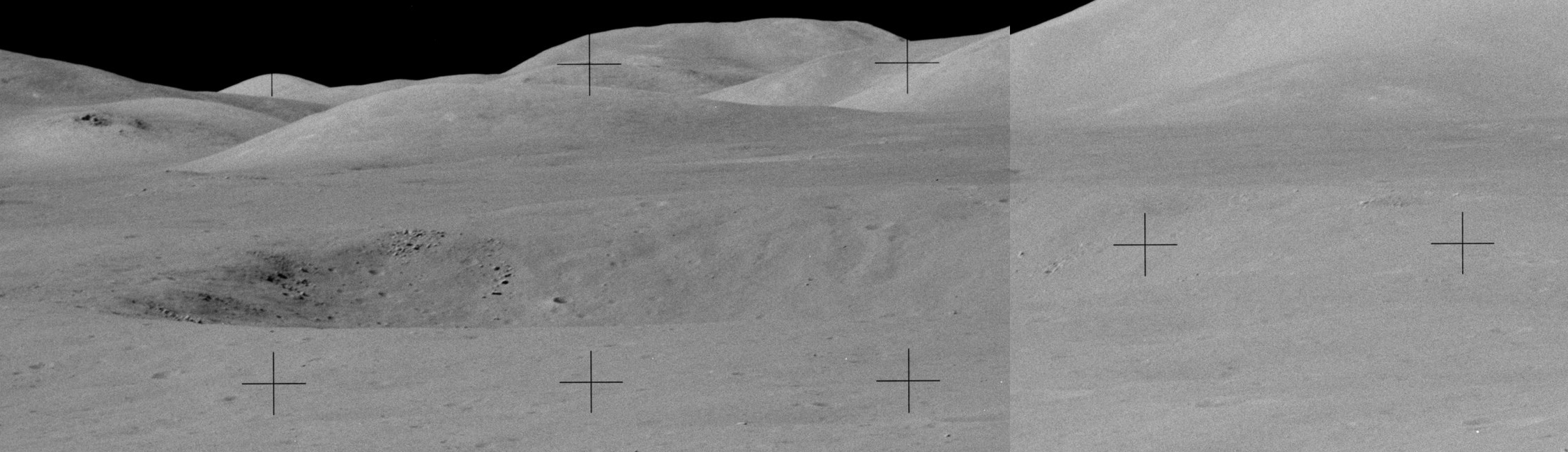
Mosaic que mostra el cràter Henry vist des de l'Estació Geològica 6. A més distància, el pendent del Massís Nord